# Jane Asherová
Jane Asherová (* 5. dubna 1946 Londýn, Anglie) je britská divadelní a filmová herečka, známá také jako bývalá partnerka a snoubenka Paula McCartneyho z The Beatles. Její bratr Peter Asher působil v poprockové dvojici Peter and Gordon.

## Život
Pocházela z dobře situované a vzdělané rodiny, otec Richard Asher (1912–1969) byl lékař a akademik (mj. popsal Munchhausenův syndrom) a matka Margaret Eliot (1914–2011) byla profesorkou hudby (u níž studoval mj. George Martin). Hrát začala už jako dítě, v prvním filmu se objevila jako šestiletá. Ztvárnila pak řadu filmových, televizních i divadelních rolí a stala se poměrně známou a úspěšnou.
Coby 17letá moderátorka se roku 1963 setkala s Beatles a zamilovali se do sebe s Paulem McCartneym. Ten jí (nebo o ní) pak napsal řadu písní – „Every Little Thing“, „And I Love Her“, „I'm Looking Through You“, „You Won't See Me“ a další. Jejich vztah přečkal beatlemánii i počátek psychedelického období, vždy byl ale poněkud napjatý pro odlišné představy o společném životě a vzájemné kolize jejich kariér a popularity. Paul navíc nevynikal věrností a přistižení in flagranti roku 1968 se stalo poslední kapkou, po níž Jane zrušila jejich zasnoubení a rozešla se s ním. Paul tím byl zaskočen, ale záhy nato se dal dohromady s americkou fotografkou Lindou Eastmanovou, s níž se znal už od roku 1967.
Jane zůstala v přátelském vztahu s dalšími beatlovskými (ex)partnerkami, kupříkladu s Cynthií Lennonovou navštívila premiéru dokumentu Let It Be (1970).
Roku 1971 se sblížila s výtvarníkem Geraldem Scarfem a po 10 letech vztahu se vzali. Mají spolu dceru a dva syny. O svém někdejším vztahu s McCartneym veřejně nehovoří a na konto neustálých novinářských dotazů roku 2004 pronesla: „Už přes 30 let jsem šťastně zadaná. Je to urážlivé.“
Jane Asher kromě hraní napsala tři romány a řadu knih o životním stylu, oblékání a zdobení dortů. V cukrářství také podniká. Významně se angažuje v různých společnostech a nadacích pro medicínský výzkum a péči o nemocné (artritida, skolióza, autismus, Parkinsonova choroba aj.).

## Vybraná filmografie
- Mandy (1952)
- Adventure in the Hopfields (1954)
- Charley Moon (1956)
- The Greengage Summer (1961)
- Girl in the Headlines (1963)
- Alfie (1966)
- The Winter's Tale (1967)
- Deep End (1970)
- The Buttercup Chain (1970)
- Jindřich VIII. a jeho šest žen (1972)
- Útěky z dětství (1983)
- Success Is the Best Revenge (1984)
- Dítě snů (1985)
- Paris by Night (1988)
- Closing Numbers (1993)
- Tirant lo Blanc (2006)
- Sarah Jane Adventures- Whatever Happened to Sarah Jane? (2007)
- Old Guys (2008-2010)